# Russia, Ohio
Russia är en ort (village) i Shelby County i Ohio.  Vid 2010 års folkräkning hade Russia 640 invånare.